# China Bayles
China Bayles es un popular personaje de ficción protagonista de una serie de libros escritos por Susan Wittig Albert, quien anteriormente, con el seudónimo de Carolyn Keene, fue autora de algunos libros de la serie Nancy Drew. China es una mujer con determinación que renuncia al trabajo y al éxito como abogada en una gran ciudad, posteriormente se instala en un pequeño y tranquilo pueblo como propietaria de una hierbería, aunque pronto descubre que la vida tranquila no es tan sencilla como parece. Junto a su mejor amiga, Ruby Wilcox, propietaria de una tienda vecina, China resuelve asesinatos usando el razonamiento deductivo, sus habilidades legales y la experiencia adquirida por sus conocimientos de herbolaria, la que siempre está presente en los títulos y los venenos utilizados.
El primer libro, Thyme of Death, estuvo nominado a los premios Agatha y Anthony, dos de los premios más importantes en la literatura de misterio. Los últimos libros incluyen: Dead Man's Bones y Bleeding Hearts. Todos los libros están ambientados en el estado norteamericano de Texas y aunque no se consideran autobiográficos, el personaje de China tiene algunas cosas en común con su creadora: ambas viven en Texas y son mujeres profesionales e independientes que eligieron ya tarde en sus vidas dar un giro a su actividad profesional y buscar otras opciones. Desde la creación del personaje en 1992, el personaje ha estado presente en más de veinte libros.

## Libros de la serie
1. Thyme of Death (1992)
2. Witches' Bane (1993)
3. Hangman's Root (1994)
4. Rosemary Remembered (1995)
5. Rueful Death (1996)
6. Love Lies Bleeding (1997)
7. Chile Death (1998)
8. Lavender Lies (1999)
9. Mistletoe Man (2000)
10. Bloodroot (2001)
11. Indigo Dying (2003)
12. A Dilly of a Death (2004)
13. Dead Man's Bones (2005)
14. Bleeding Hearts (2006)
15. Spanish Dagger (2007)
16. Nightshade (2008)
17. Wormwood (2009)
18. Holly Blues (2010)
19. Mourning Gloria (2011)
20. Cat’s Claw (2012)

### Antología
- An Unthymely Death and Other Garden Mysteries (2003) — una colección de historias cortas, secretos de herbolaria y recetas.
- Murder Most Crafty (2005) — 15 historias de varios autores, se incluye la historia corta de China Bayles, "The Collage to Kill For".

### No ficción
- China Bayles' Book of Days (octubre de 2006)— incluye ensayos y recetas.